# NGC 7182
NGC 7182 este o galaxie situată în constelația Vărsătorul. A fost descoperită în 31 iulie 1864 de către Albert Marth. Se află la o distanță de 103,75 megaparseci de Pământ.